# Чемпионат Европы по волейболу среди женщин 1993
18-й чемпионат Европы по волейболу среди женщин прошёл с 24 сентября по 2 октября 1993 года в двух городах Чехии с участием 12 национальных сборных команд. Чемпионский титул выиграла сборная России, дебютировавшая на подобных соревнованиях.

## Команды-участницы
Чехия и Словакия (объединённая сборная) — страна-организатор;
Россия, Нидерланды, Германия, Италия, Румыния, Болгария, Греция — по итогам чемпионата Европы 1991 года;
Беларусь, Латвия, Турция, Хорватия — по итогам квалификации.
1 января 1993 года Чехословакия распалась на два государства, что повлекло разделение единой национальной команды. В связи с этим по решению ЕКВ на чемпионате Европы выступила объединённая сборная Чехии и Словакии.
Место прекратившей существование сборной СССР среди участников чемпионата заняла сборная России.

## Система проведения чемпионата
12 финалистов чемпионата Европы на предварительном этапе были разбиты на две группы. По две лучшие команды из групп стали участниками плей-офф за 1—4-е места. Итоговые 5—8-е места также по системе плей-офф разыграли команды, занявшие в группах 3—4-е места.

## Города
Соревнования прошли в двух городах Чехии — Брно и Злине.
- Брно.

В Брно прошли матчи группы «А» предварительного этапа и плей-офф чемпионата.
- Злин.

В Злине прошли матчи группы «B» предварительного этапа чемпионата.

## Предварительный этап

### Группа А
Брно
| М | Команда          | 1   | 2   | 3   | 4   | 5   | 6   | И | В | П | С/П   | О |
| - | ---------------- | --- | --- | --- | --- | --- | --- | - | - | - | ----- | - |
| 1 | Италия           |     | 1:3 | 3:0 | 3:2 | 2:3 | 3:0 | 5 | 3 | 2 | 12:8  | 8 |
| 2 | Чехия и Словакия | 3:1 |     | 1:3 | 2:3 | 3:1 | 3:0 | 5 | 3 | 2 | 12:8  | 8 |
| 3 | Хорватия         | 0:3 | 3:1 |     | 1:3 | 3:0 | 3:1 | 5 | 3 | 2 | 10:8  | 8 |
| 4 | Нидерланды       | 2:3 | 3:2 | 3:1 |     | 1:3 | 3:2 | 5 | 3 | 2 | 12:11 | 8 |
| 5 | Болгария         | 3:2 | 1:3 | 0:3 | 3:1 |     | 2:3 | 5 | 2 | 3 | 9:12  | 7 |
| 6 | Латвия           | 0:3 | 0:3 | 1:3 | 2:3 | 3:2 |     | 5 | 1 | 4 | 6:14  | 6 |

24 сентября: Италия — Нидерланды 3:2 (15:13, 8:15, 15:1, 15:17, 15:8); Чехия и Словакия — Болгария 3:1 (15:8, 8:15, 17:16, 15:10); Хорватия — Латвия 3:1 (15:13, 13:15, 16:14, 15:12).
25 сентября: Болгария — Нидерланды 3:1 (15:11, 12:15, 15:10, 15:9); Чехия и Словакия — Латвия 3:0 (15:11, 15:3, 15:11); Италия — Хорватия 3:0 (15:5, 15:8, 15:7).
26 сентября: Латвия — Болгария 3:2 (8:15, 15:8, 15:2, 15:17, 15:7); Чехия и Словакия — Италия 3:1 (11:15, 15:13, 15:7, 15:7); Нидерланды — Хорватия 3:1 (15:11, 15:8, 13:15, 15:1).
28 сентября: Болгария — Италия 3:2 (15:5, 10:15, 15:9, 7:15, 15:6); Хорватия — Чехия и Словакия 3:1 (4:15, 15:2, 15:13, 15:13); Нидерланды — Латвия 3:2 (13:15, 15:4, 8:15, 15:8, 15:8).
29 сентября: Хорватия — Болгария 3:0 (15:7, 15:11, 16:14); Италия — Латвия 3:0 (16:14, 15:13, 16:14); Нидерланды — Чехия и Словакия 3:2 (15:6, 13:15, 12:15, 15:10, 15:9).

### Группа В
Злин
| М | Команда  | 1   | 2   | 3   | 4   | 5   | 6   | И | В | П | С/П  | О  |
| - | -------- | --- | --- | --- | --- | --- | --- | - | - | - | ---- | -- |
| 1 | Украина  |     | 3:0 | 3:0 | 3:1 | 3:1 | 3:1 | 5 | 5 | 0 | 15:3 | 10 |
| 2 | Россия   | 0:3 |     | 3:0 | 3:0 | 3:0 | 3:1 | 5 | 4 | 1 | 12:4 | 9  |
| 3 | Германия | 0:3 | 0:3 |     | 3:2 | 3:0 | 3:0 | 5 | 3 | 2 | 9:8  | 8  |
| 4 | Беларусь | 1:3 | 0:3 | 2:3 |     | 3:1 | 3:1 | 5 | 2 | 3 | 9:11 | 7  |
| 5 | Румыния  | 1:3 | 0:3 | 0:3 | 1:3 |     | 3:2 | 5 | 1 | 4 | 5:14 | 6  |
| 6 | Греция   | 1:3 | 1:3 | 0:3 | 1:3 | 2:3 |     | 5 | 0 | 5 | 5:15 | 5  |

24 сентября: Германия — Греция 3:0 (15:4, 15:5, 15:7); Украина — Россия 3:0 (15:10, 15:13, 15:7); Беларусь — Румыния 3:1 (15:8, 15:8, 14:16, 17:16).
25 сентября: Украина — Германия 3:0 (15:9, 15:8, 15:5); Россия — Беларусь 3:0 (15:5, 15:3, 15:6); Румыния — Греция 3:2 (13:15, 16:14, 15:17, 15:2, 15:9).
26 сентября: Украина — Беларусь 3:1 (15:7, 15:13, 9:15, 15:6); Россия — Греция 3:1 (15:5, 10:15, 15:7, 15:3); Германия — Румыния 3:0 (15:4, 15:10, 15:8).
28 сентября: Украина — Греция 3:1 (15:5, 15:2, 12:15, 15:6); Россия — Румыния 3:0 (15:4, 15:7, 15:5); Германия — Беларусь 3:2 (12:15, 15:3, 12:15, 15:9, 15:10).
29 сентября: Украина — Румыния 3:1 (15:7, 15:12, 10:15, 15:12); Россия — Германия 3:0 (15:3, 15:7, 15:9); Беларусь — Греция 3:1 (15:5, 15:4, 10:15, 15:5).

## Плей-офф
Брно

### Полуфинал за 1—4 места
1 октября
Чехия и Словакия — Украина 3:2 (14:16, 15:5, 15:11, 6:15, 22:20)
Россия — Италия 3:1 (15:9, 12:15, 16:14, 15:2)

### Полуфинал за 5—8 места
1 октября
Хорватия — Беларусь 3:0 (15:12, 16:14, 16:14)
Германия — Нидерланды 3:2 (15:12, 13:15, 15:4, 15:17, 15:11)

### Матч за 7-е место
2 октября
Нидерланды — Беларусь 3:0 (15:10, 15:3, 15:2)

### Матч за 5-е место
2 октября
Германия — Хорватия 3:2 (15:9, 13:15, 13:15, 15:9, 15:9)

### Матч за 3-е место
2 октября
Украина — Италия 3:1 (15:17, 15:8, 15:6, 17:15)

### Финал
2 октября
Россия — Чехия и Словакия 3:0 (17:15, 15:3, 15:6)

## Итоги

### Положение команд
| Россия           | 7. Нидерланды  |
| Чехия и Словакия | 8. Беларусь    |
| Украина          | 9—10. Болгария |
| 4. Италия        | 9—10. Румыния  |
| 5. Германия      | 11—12. Латвия  |
| 6. Хорватия      | 11—12. Греция  |

### Призёры
Россия: Валентина Огиенко, Ирина Ильченко, Елена Чебукина, Марина Панкова, Евгения Артамонова, Елена Батухтина, Татьяна Грачёва, Наталья Морозова, Татьяна Меньшова, Елизавета Тищенко, Юлия Тимонова, Мария Лихтенштейн. Главный тренер — Николай Карполь.
  Чехия и Словакия: Станислава Кралова, Люция Вацлавикова, Ярослава Баерова, Михаэла Вечеркова, Эстер Волицерова, Ева Вострейшова, Яна Пехова, Марцела Ричелова, Яна Тумова, Здена Циммерманова, Ева Штепанчикова, Яна Юрасова. Главный тренер — Милан Кафка.
  Украина: Юлия Воливач, Елена Воронкина, Марина Дубинина, Татьяна Ильина, Анна Калашникова, Ольга Коломиец, Алла Кравец, Вита Матещук, Мария Полякова, Ирина Пухальская, Светлана Сулим, Людмила Троцюк. Главный тренер — Владимир Бузаев.

### Индивидуальные призы
MVP:  Люция Вацлавикова
Лучшая нападающая:  Евгения Артамонова
Лучшая блокирующая:  Татьяна Ильина
Лучшая связующая:  Мануэла Бенелли